# Moussa Koné (Fußballspieler, 1990)
Moussa Koné (* 12. Februar 1990 in Anyama) ist ein ivorischer Fußballspieler.

## Verein
Konés wechselte von ASD Ares Redona in den Nachwuchs des italienischen Erstligisten Atalanta Bergamo und erhielt dort 2010 einen Profivertrag. Anschließend wurde er aber bis ins Jahr 2015 fast ausschließlich an andere italienische Vereine ausgeliehen. 2015 wechselte er dann zu fest AC Cesena und nach weiteren zweieinhalb Jahren innerhalb der Serie B zu Frosinone Calcio. Zur Saison 2018/19 wurde er an den türkischen Erstligisten Büyükşehir Belediye Erzurumspor abgegeben. Dort spielte Koné ein Jahr und nach kurzer Vereinslosigkeit wechselte er dann im März 2020 zum FK Qysyl-Schar SK in die kasachische Premjer-Liga.

## Nationalmannschaft
Am 10. August 2011 absolvierte Koné eine Partie für die ivorische A-Nationalmannschaft gegen Israel. Beim 4:3-Testspielsieg in Lancy kam er zur Halbzeit ins Spiel und erzielte den dritten Treffer seiner Mannschaft. Im selben Jahr war er auch für die U23-Auswahl seines Landes beim Afrika-Cup aktiv und erzielte dort in drei Spielen einen Treffer.